# بوسیدنگ

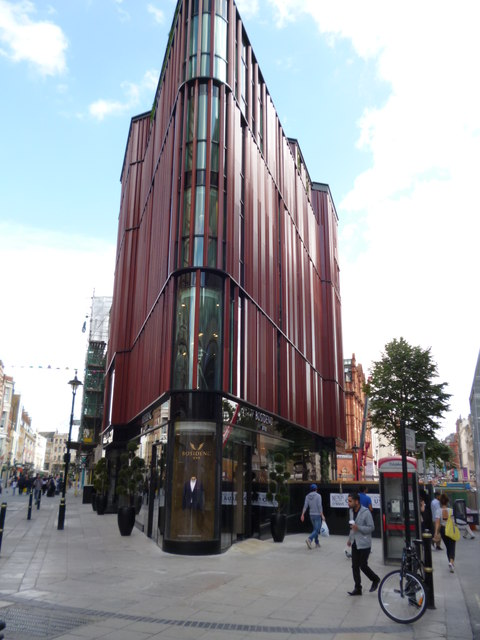
بوسیدنگ

بوسیدنگ (انگلیسی: Bosideng) شرکت پوشاک چینی است، که در سال ۱۹۷۵ تأسیس شد.